# Włodzimierz Orczykowski
Włodzimierz Kazimierz Orczykowski (ur. 31 października 1942, zm. w listopadzie 2011) – polski samorządowiec i funkcjonariusz służb mundurowych, w latach 1983–1988 prezydent Zgierza.

## Życiorys
Syn Juliana. W 1976 ukończył studia magisterskie na Akademii Spraw Wewnętrznych MSW w Warszawie, broniąc pracy magisterskiej napisanej pod kierunkiem Mariana Lipki pt. Instytucjonalny system zapobiegania niedostosowaniu społecznemu dzieci i młodzieży na terenie Zgierza 1974–1975. W latach 1983–1988 pełnił funkcję przedostatniego komunistycznego prezydenta Zgierza. Za jego kadencji podjęto uchwałę o fladze i herbie miasta, a także poszerzono granice miejscowości o część gmin Zgierz i Aleksandrów Łódzki.
14 listopada 2011 roku został pochowany na cmentarzu komunalnym przy ul. Konstantynowskiej w Zgierzu.